# Pleurothallis excentrica
Pleurothallis excentrica är en orkidéart som först beskrevs av Carlyle August Luer, och fick sitt nu gällande namn av Carlyle August Luer. Pleurothallis excentrica ingår i släktet Pleurothallis och familjen orkidéer. Inga underarter finns listade i Catalogue of Life.